# Caroline Aupick
Carolina Aupick (Londres, 27 de septiembre de 1793 - Honfleur, 16 de agosto de 1871), llamada Caroline Dufaÿs de soltera, fue la madre del poeta francés Charles Baudelaire.

## Biografía
Caroline Dufaÿs nació el 27 de septiembre de 1793 en Londres (parroquia Saint-Pancras, hoy Camden), hija de emigrados franceses. Su padre, Charles Dufaÿs, fue oficial del ejército y falleció en 1795, durante el desembarco del ejército monárquico en Quiberon. Su madre, Julie Foyot, fue hija del fiscal del Parlamento de París Didier François Foyot, muerto en Sézanne en 1797. Julie falleció en París en 1800. 
Huérfana a los siete años, Caroline Dufaÿs fue acogida por el abogado Pierre Pérignon. En 1819, a los 26 años, se casó con Joseph-François Baudelaire quien tenía 60 años. En abril de 1821 nació Charles Baudelaire. Joseph-François Baudelaire murió en París el 10 de febrero de 1827.
El 8 de noviembre de 1828, Caroline Dufaÿs se volvió a casar en París con el coronel Jacques Aupick. En 1830, el militar participó en la toma de Argel; más tarde, fue enviado a Lyon para reprimir la revuelta de los Canuts. La familia volvió a París en 1836. En 1839, Jacques Aupick ascendió a general de brigada con mando en el departamento del Sena y sede en París. En 1847 fue ascendido a general de división y es nombrado director de la École polytechnique. Ministro plenipotenciario en Constantinopla durante la Segunda República, fue nombrado embajador en Madrid en 1851. Dos años después es nombrado senador. Muere en París el 27 de abril de 1857, unas semanas antes de la publicación de Las flores del mal. Viuda por segunda vez, Caroline Aupick se traslada a Honfleur, donde fallece el 16 de agosto de 1871.

## Relaciones con Charles Baudelaire
Durante toda su vida, el poeta Charles Baudelaire amó apasionadamente a su madre. E incluso, de niño, se sintió bien con su padre adoptivo. Las relaciones familiares se degradan cuando, después de su bachillerato, Baudelaire acumula deudas y decide ser poeta. A su mayoría de edad, Charles recibe la herencia de su padre, aproximadamente 100 000 francos-oro, pero en solo dos años gasta la mitad de esta fortuna. 
Caroline Aupick decide entonces ponerlo bajo tutela. En 1844, un notario, Narcisse Ancelle, fue nombrado consejero judicial. Hacia 1846, el general Aupick y sus hijos adoptivos rompen toda relación. Durante una docena de años, las relaciones entre Baudelaire y su madre son muy conflictivas. Pero Baudelaire no renuncia a interesar a su madre por su obra. Sus relaciones mejoran hacia 1858, una vez que la madre ha enviudado. Caroline Aupick admira el talento de su hijo e intenta persuadirlo de lo perjudicial de su amarga existencia.
Caroline Aupick espera de sus hijos que se instalen definitivamente cerca de ella, en Honfleur, lugar que ha elegido para su retiro. Incluso Baudelaire pasa un día con ella en 1859. Lo describe en El Salón de 1859 y en varios poemas de este tiempo. Baudelaire anuncia su intención de vivir con su madre, pero hacia 1864 parte para Bruselas. En marzo de 1866, un ataque cerebral le produce una parálisis aguda y un ataque de afasia. Caroline Aupick trae a su hijo a París, donde lo instala en una casa de salud. Muere el 31 de agosto de 1867.

## Caroline Aupick y la obra de Baudelaire
Caroline Aupick  favorece la edición de las Obras completas de su hijo en la editorial de Michel Lévy (1868-1870), preparada por el poeta Théodore de Banville y el escritor Charles Asselineau. 
Dos poemas de Las flores del mal la implican. Recuerdan la época donde era viuda de François Baudelaire:  
- Je n’ai pas oublié, voisine de la ville evoca la atmósfera apacible de una pequeña casa de campo, en Neuilly-sur-Seine, donde su madre y él habían vivido en 1827.
- La servante au grand cœur dont vous étiez jalouse donde Baudelaire reprocha a su madre y se reprocha a sí mismo la ingratitud hacia la memoria de una criada difunta.

En el ensayo autobiográfico Morale du joujou se evoca a la madre del poeta. Caroline Aupick es mencionada a veces en textos reagrupados bajo el título general de Journaux intimes (Fusées, Hygiène, Mon cœur mis à nu).